# Cristóbal de Morales
Cristóbal de Morales (omstreeks 1500 – tussen 4 september en 7 oktober 1553) was een Spaans componist van de Renaissance, die gewoonlijk wordt beschouwd als de invloedrijkste Spaanse componist vóór Tomás Luis de Victoria.

## Leven
De Morales werd in Sevilla geboren. Na daar op uitzonderlijk vroege leeftijd als koorknaap aan de kathedraal te zijn opgeleid (onder meer een strenge opleiding in de klassiekers en muziekopvoeding bij vooraanstaande componisten als de dichter en kapelmeester Pedro Fernández de Castilleja en de voortreffelijke Francisco de Peñalosa die de stijl van de Nederlandse polyfonie in Spanje had geïntroduceerd), verkreeg hij in 1526 een betrekking in Ávila als kapelmeester van de kathedraal. In 1529 ging hij over naar de kathedraal van Plasencia, waar hij tot 1531 bleef en van het bestuur de erkenning kreeg die hij verdiende vanwege de energie die hij in de opvoeding van de koorknapen stak. Omstreeks 1535 verhuisde hij naar Rome, waar hij zanger werd aan de pauselijke kapel, kennelijk onder invloed van de belangstelling van paus Paulus III die een voorkeur had voor Spaanse zangers. Hij bleef tot 1545 in Rome in dienst van het Vaticaan. In de pauselijke kapel kwam Morales in contact met enkele van de meest vooraanstaande componisten van die tijd - ook leden van het koor - zoals Costanzo Festa, Jakob Arcadelt en Nicolas Gombert. Vele van hun werken verschenen met de zijne in gezamenlijke uitgaven. Na een periode waarin hij in Italië zonder succes naar een andere betrekking zocht (hij tastte de belangstelling af van zowel de keizer van het Heilige Roomse Rijk als van Cosimo I de' Medici), keerde hij naar Spanje terug, waar hij opeenvolgende betrekkingen kreeg. Vele van deze betrekkingen gingen gepaard met financiële en politieke problemen. In Toledo volgde hij bijvoorbeeld de ontslagnemende Andrés de Torrentes (een buitengewoon componist die thans nauwelijks bekend is) op. Ofschoon hij in zijn tijd bekendstond als een van Europa’s voornaamste componisten, lijkt hij als werknemer niet erg geliefd te zijn geweest, want hij ondervond moeilijkheden om nog ergens een betrekking te behouden.
Er schijnt enige grond voor te zijn om aan te nemen dat hij een moeilijk karakter had, doordat hij zich bewust was van zijn uitzonderlijke begaafdheid en niet in staat was om te gaan met mindere talenten; hij stelde zware eisen aan de zangers met wie hij werkte, vervreemdde werkgevers van zich en moet waarschijnlijk als bijzonder hovaardig zijn ervaren. Ondanks dit alles werd hij terzelfder tijd als een van de meest geraffineerde componisten van het Europa van het midden van de zestiende eeuw ingeschat.
Recent onderzoek heeft uitgewezen dat Morales in de twee jaar dat hij in Toledo verbleef, prachtige (hoewel vergeten) werken bleef componeren. Hij ontpopte zich ook tot de leraar van een van de andere grote componisten van die tijd, Francisco Guerrero, toen nog jongeling. De laatste levensjaren bracht Morales vooral door in Marchena, in dienst van de hertog van Arcos en vervolgens in Málaga, waar hij in een conflictsituatie belandt met het bestuur van de kathedraal waarvan hij kapelmeester was.
Hij solliciteerde op 4 september 1553 in Toledo naar de betrekking van maestro de capilla, een plaats waar hij voorheen al gewerkt had, maar hij stierf kort daarop, vóór 7 oktober. Hij stierf in Marchena.

## Muziek

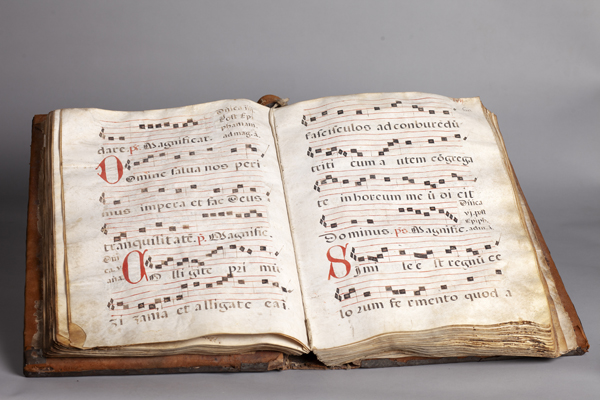
Polyfone mis van Cristóbal de Morales (Museo Parroquial, Pastrana)

Bijna al het muzikale werk van De Morales is sacraal en vocaal, hoewel instrumenten in de uitvoeringspraktijk van zijn tijd een begeleidende rol gespeeld kunnen hebben. Hij schreef vele missen waarvan enkele met een zeer hoge moeilijkheidsgraad, heel erg waarschijnlijk geschreven voor de professionele pauselijke kapel; hij schreef meer dan 100 motetten, 18 zettingen van het Magnificat en op z’n minst vijf zettingen van de Lamentaties van Jeremia (waarvan er één enkel in een handschrift in Mexico is bewaard gebleven). Alleen al de magnificats bezorgen hem een aparte plaats onder de componisten van zijn tijd en ze vormen het deel van zijn oeuvre dat vandaag het meest wordt uitgevoerd. Stilistisch heeft zijn muziek veel gemeen met het werk van andere Renaissancecomponisten van het Iberisch schiereiland, bijvoorbeeld de voorkeur voor een vorm van harmonie die voor het moderne oor als functioneel wordt gezien (de wortelbewegingen van kwarten of kwinten zijn wat gewoner dan in bijvoorbeeld het werk van Gombert of van Palestrina), en een vrij gebruik van harmonische kruisverhoudingen zoals die in de Engelse muziek van die tijd gehoord werden, bijvoorbeeld bij Thomas Tallis. Enkele unieke kenmerken van zijn stijl zijn de ritmische vrijheid, zoals zijn gebruik van occasionele terts-tegen-kwart polyritmen en kruisritmen, waarbij een stem in een ritme zingt dat de tekst volgt, maar niet het metrum dat in de andere stemmen overweegt. In zijn late periode schrijft hij in een sober, uitgesproken homofone stijl, maar door zijn loopbaan heen bleef hij een zorgvuldige ambachtsman die uitdrukkingskracht en tekstverstaanbaarheid als het hoogste artistieke goed inschatte.
Morales' missen, waarvan er 22 zijn overgeleverd, gebruiken een waaier aan technieken waaronder de cantus firmus en de parodie. Zes missen zijn gegrond op de Gregoriaanse zang en meestal geschreven in een conservatieve cantus-firmus stijl. Acht missen gebruiken de parodietechniek, waaronder een zesstemmige die gebaseerd is op het beroemde chanson Mille regretz, dat aan Josquin Desprez wordt toegeschreven. De melodie is op zo’n manier bewerkt dat ze in elke beweging kan worden gehoord, meestal in de bovenstem, waardoor het werk een opmerkelijke stilistische en motivische eenheid krijgt.
Morales schreef ook twee missen op het thema van het beroemde lied L'homme armé; één daarvan is vierstemmig, de andere vijfstemmig. De vierstemmige mis gebruikt de melodie als een strikte cantus firmus, en de vijfstemmige zetting gebruikt ze vrijelijker, waarbij de ene stem ze van de andere overneemt.
Bovendien schreef hij een Missa pro defunctis, een requiemmis, misschien zijn laatste werk, een vermoeden dat wordt ingegeven door de bijzondere omstandigheden waarin het is overgeleverd en doordat het onvolledig lijkt te zijn uitgegeven.
Het overgeleverde en gepubliceerde oeuvre van Morales:
- 22 missen voor 4, 5 en 6 stemmen
- 81 motetten
- 18 magnificats
- 11 hymnen
- Vijf zettingen van Lamentationes Hieremiae prophetae
- Enkele liederen en andere profane werken

## Invloed
Morales' oeuvre is tot in onze tijd het onderwerp gebleven van een steriele polemiek over zijn Spaanse en vreemde karakter. In 1549 karakteriseert Juan Bermudo zijn muziek als vreemd en sindsdien wordt steeds gewezen op de invloed van componisten als Josquin Desprez en Johannes Ockeghem, die door Francisco de Peñalosa, kapelmeester van Ferdinand van Aragón in Spanje werd geïntroduceerd. Felipe Pedrell en zijn vriend Francisco Asenjo Barbieri wakkeren de discussie op het einde van de 19de eeuw weer aan in een periode waarin het nationalisme ook de muziek beroert, en willen de nadruk leggen op het Spaanse karakter van de componist. Er ontbreken stellig geen bewijzen van de continuïteit van de traditie en de eigenheid van de Iberische muziek, bijvoorbeeld Morales' aanwending van de harmonie of zoals de missen waarin Spaanse volksliederen geciteerd worden. Anderen hebben minder aanwijsbare argumenten aangevoerd, zoals een verondersteld typisch "Spaans" mysticisme in de geest van een Heilige Teresa, waar zijn "spiritueel" oeuvre van zou zijn doordrongen. Wat er ook van zij, Morales wijdde zijn jaren in Toledo aan zijn priesterschap en haast zijn gehele overgeleverde oeuvre betreft sacrale muziek.
Morales lijkt niet enkel de erfgenaam van een traditie en hij is niet te herleiden tot voorloper van anderen, maar er mag ook op zijn individuele kwaliteiten en trekken als componist worden gewezen, bijvoorbeeld zijn vindingrijkheid op ritmisch gebied.
Cristóbal de Morales hield zich vanaf zijn Romeinse periode bezig met de uitgave van zijn werken, die een enorme verspreiding kenden. Zijn werken werden instrumentaal bewerkt, vooral voor vihuela, klavier of harp, die de meest populaire instrumenten bij huiselijk musiceren waren. Enkele verschijnen in het repertoire van onder meer Enríquez de Valderrábano in 1547 of van Luis Venegas de Henestrosa in 1557.
Morales had invloed op volgende generaties componisten, met name op Palestrina, die de brug vormt met de jongere componist Tomás Luis de Victoria. Palestrina baseert bijvoorbeeld een van zijn missen op het motet O sacrum convivium. Guerrero uit met trots zijn erkentelijkheid tegenover Morales.
Morales was de eerste Spaanse componist van internationaal formaat. Zijn werken werden in Europa ruim verspreid en vele kopieën maakten de reis naar de Nieuwe Wereld. Vele schrijvers en theoretici in de honderd jaar na zijn dood beschouwden zijn muziek als behorend tot de meest perfecte van zijn tijd.